# Sågdammen (Hjortsberga socken, Blekinge)
Sågdammen är en sjö i Ronneby kommun i Blekinge och ingår i Nättrabyån-Ronnebyåns kustområde.